# Norbert Schegietz
Norbert Schegietz (* 25. Mai 1938) ist ein ehemaliger deutscher Fußballspieler. Er spielte 1961 für Lokomotive Stendal in der DDR-Oberliga, der höchsten Spielklasse im DDR-Fußball. Schegietz ist fünffacher DDR-Juniorennationalspieler.

## Sportliche Laufbahn
1956 gehörte Norbert Schegietz als Spieler der Betriebssportgemeinschaft (BSG) Motor Süd Brandenburg zum Kader der DDR-Juniorennationalmannschaft und bestritt vom März bis zum Juli fünf Juniorenländerspiele. In diesen Spielen bildete er mit Waldemar Mühlbächer die Mittelfeldachse. Schegietz spielte bis zum Ende der Saison 1960 (Kalenderjahr-Spielzeit) für Motor Süd Brandenburg, zuletzt in der drittklassigen II. DDR-Liga. Anfang 1961 schloss er sich dem Oberligisten Lok Stendal an, wurde dort aber nur vom 1. bis zum 8. Spieltag in sieben Oberligaspielen eingesetzt. Dabei spielte er zusammen mit Kurt Liebrecht im Mittelfeld und kam zu zwei Torerfolgen. Anschließend fand Lok Stendal für Schegietz keine Verwendung mehr, und dieser kehrte zu Motor Süd Brandenburg zurück, wo er der Mannschaft zum Aufstieg in die I. DDR-Liga verhalf. In der DDR-Liga-Saison 1962/63 (wieder Sommer-Frühjahr-Spielrhythmus) kam Schegietz in den 26 ausgetragenen Punktspielen nur siebenmal zum Einsatz, und die BSG Motor Süd stieg nach nur einer Spielzeit wieder ab. Da inzwischen die II. DDR-Liga abgeschafft worden war, spielten die Brandenburger nun in der drittklassigen Bezirksliga, wo sie zunächst bis 1978 verblieben. Zu diesem Zeitpunkt hatte Norbert Schegietz seine Laufbahn als Fußballspieler bereits beendet, ohne noch einmal in den höherklassigen Fußball zugekehrt gewesen.